# 張大器 (隆慶進士)
張大器（1536年—？），字尚通，號夢韓，浙江寧波府慈谿縣人，軍籍，明朝政治人物。

## 生平
嘉靖三十四年（1555年）乙卯科浙江鄉試第四十三名舉人，隆慶二年（1568年）中式戊辰科會試第八十六名，二甲第三十二名進士。授工部屯田司主事，歷官工部營繕司員外郎、郎中，萬曆四年（1576年）二月監督臨清磚廠兼管閘座，升出为成都知府。以失上官意，萬曆九年（1581年）降任福建詔安縣知縣，致仕歸。著有《蜀西略》《孝友家训》。

## 家族
曾祖張應熊，縣丞；祖父張晃；父張汝弘。母馮氏；繼母周氏。具慶下。弟張重器。